# Wilhelm Hollenberg
Wilhelm Hollenberg (* 11. September 1820 in Mülheim an der Ruhr; † 2. Oktober 1912 in Godesberg) war ein deutscher Lehrer, Theologe und Politiker.

## Leben
Als Sohn eines Bäckers geboren, studierte Hollenberg nach dem Besuch des Gymnasiums in Duisburg Theologie in Halle, Berlin und Bonn. Nachdem er bereits in seiner Schulzeit den Burschenschafter Dietrich Wilhelm Landfermann als seinen Schuldirektor kennengelernt hatte, wurde er während seines Studiums 1842 Mitglied der Burschenschaft Fridericia Bonn. Er legte sein Examen in Koblenz ab und diente als Einjähriger in Düsseldorf, wo er Lehrer an der Höheren Töchterschule Luisenschule wurde.
Im Jahr 1846 wurde er Lehrer an der Höheren Bürgerschule in Burscheid und arbeitete dann ab 1848 als Pfarrverweser in Schlebusch und später in Hückeswagen. 1850 ging er als Feldprediger nach Koblenz und wurde im gleichen Jahr ordiniert. Zurückgekehrt nach Burscheid arbeitete er als Hilfsprediger und Zweiter Pfarrer. Von 1853 bis 1897 hatte er eine Pfarrstelle in Waldbröl, wo er auch als Kreisschulpfleger wirkte. Von 1873 bis 1882 war er für die Nationalliberale Partei Mitglied des Preußischen Abgeordnetenhauses. In den 1870er Jahren war er im Vorstand der Waldbröler Volksbank. Er war auch als Kreisschulinspektor tätig. Ab 1886 war er Superintendent der Aggersynode. 1892 beteiligte er sich an der Gründung der evangelischen Provinzial-Heilanstalt für unheilbare Geisteskrankheiten, die 1897 eingeweiht wurde, und wurde deren Geschäftsführer.
Im Jahr 1899 ging er in den Ruhestand und zog nach Bonn. Er verfasste Aufsätze, die sich mit dem Volksschulwesen beschäftigten.